# Bregenzer Festspiele
A Bregenzer Festspiele egy opera- és balettelőadás-sorozat az ausztriai Bregenzben.
A világ egyik legkülönlegesebb szabadtéri színpadán 1946 óta zajlanak nyaranta fesztiváli előadások. A tóra épült színpad egyedülálló lehetőség a rendezőknek és felejthetetlen élmény a népes nézőseregnek. 1980-ban elkészült a modern kongresszusi központ és fesztiválpalota, így az előadásokat már nem fenyegetik az időjárás szeszélyei. A szabadtéri színpad elsősorban operáknak, a kongresszusi központ pedig balettelőadásoknak és színvonalas koncerteknek ad otthont.

## A fesztivál adatai

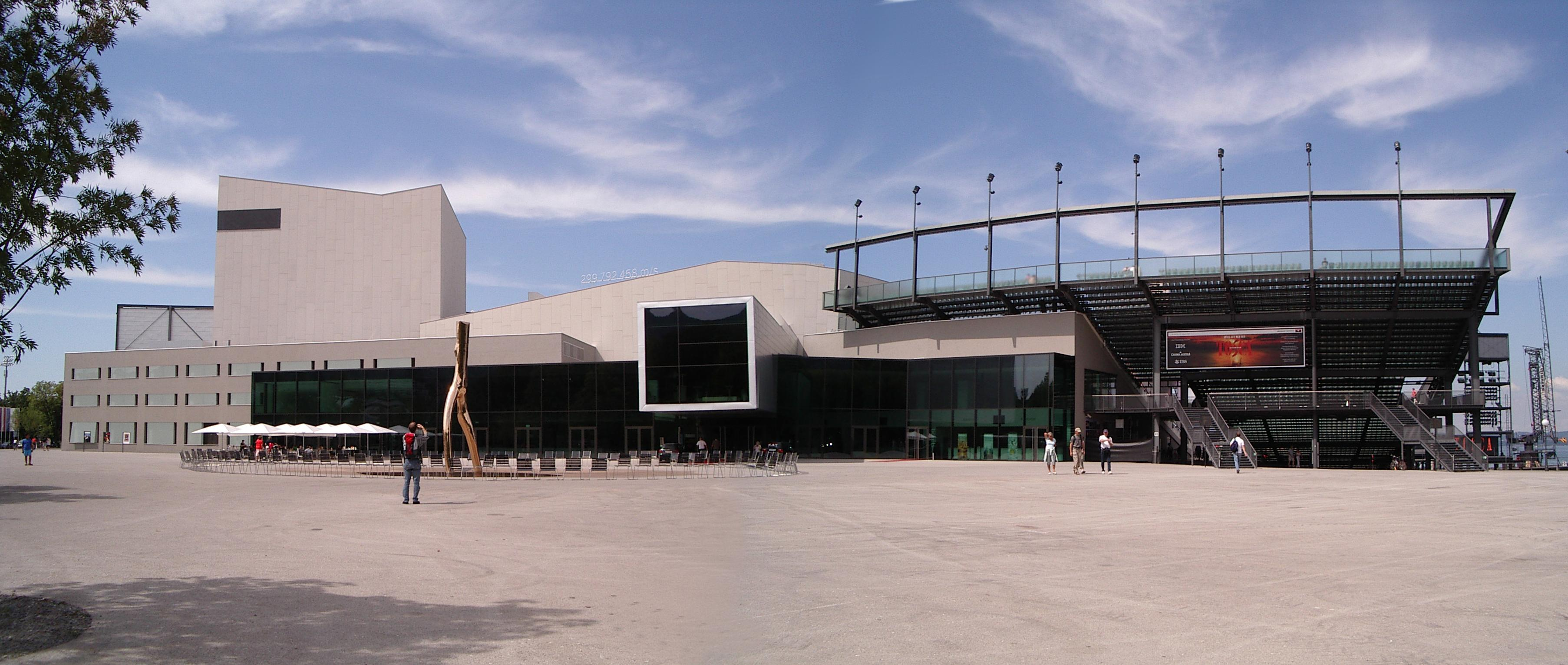
A fesztiválpalota 2007-ben

### Intendánsok
- 1946–1952/1954: Bregenzer Festspielgemeinde bizottsága[1]
- 1952/1954–1982: Ernst Bär[1][2]
- 1983 – 2003: Alfred Wopmann
- 2004 – 2014: David Pountney
- 2015 –:  Elisabeth Sobotka

### Előadások
| Év   | Tóparti színpad                                 | Zeneszerző                                       | Fesztiválpalota                        | Zeneszerző                                |
| ---- | ----------------------------------------------- | ------------------------------------------------ | -------------------------------------- | ----------------------------------------- |
| 2025 | A bűvös vadász                                  | Carl Maria von Weber                             |                                        |                                           |
| 2024 | A bűvös vadász                                  | Carl Maria von Weber                             | Tankréd                                | Gioachino Rossini                         |
| 2023 | Pillangókisasszony                              | Giacomo Puccini                                  | Ernani                                 | Giuseppe Verdi                            |
| 2022 | Pillangókisasszony                              | Giacomo Puccini                                  | Siberia                                | Umberto Giordano                          |
| 2021 | Rigoletto                                       | Giuseppe Verdi                                   | Néró                                   | Arrigo Boito                              |
| 2020 | Rigoletto                                       | Giuseppe Verdi                                   | Néró                                   | Arrigo Boito                              |
| 2019 | Rigoletto                                       | Giuseppe Verdi                                   | Don Quijote                            | Jules Massenet                            |
| 2018 | Carmen                                          | Georges Bizet                                    | Beatrice Cenci                         | Berthold Goldschmidt                      |
| 2017 | Carmen                                          | Georges Bizet                                    | Mosè in Egitto                         | Gioachino Rossini                         |
| 2016 | Turandot                                        | Giacomo Puccini                                  | Amleto (Hamlet)                        | Franco Faccio                             |
| 2015 | Turandot                                        | Giacomo Puccini                                  | Hoffmann meséi                         | Jacques Offenbach                         |
| 2014 | A varázsfuvola                                  | Wolfgang Amadeus Mozart                          | Geschichten aus dem Wienerwald         | HK Gruber Horváth után (megrendelt munka) |
| 2013 | A varázsfuvola                                  | Wolfgang Amadeus Mozart                          | A velencei kalmár                      | André Tchaikowsky                         |
| 2012 | André Chénier                                   | Umberto Giordano                                 | Solaris                                | Detlev Glanert (megrendelt munka)         |
| 2011 | André Chénier                                   | Umberto Giordano                                 | Achterbahn                             | Judith Weir (megrendelt munka)            |
| 2010 | Aida                                            | Giuseppe Verdi                                   | Die Passagierin                        | Mieczysław Weinberg                       |
| 2009 | Aida                                            | Giuseppe Verdi                                   | Król Roger                             | Karol Szymanowski                         |
| 2008 | Tosca                                           | Giacomo Puccini                                  | Karl V.                                | Ernst Křenek                              |
| 2007 | Tosca                                           | Giacomo Puccini                                  | Halál Velencében                       | Benjamin Britten                          |
| 2006 | A trubadúr                                      | Giuseppe Verdi                                   | La Chute de la maison d'Usher          | Claude Debussy                            |
| 2005 | A trubadúr                                      | Giuseppe Verdi                                   | Maskarade                              | Carl Nielsen                              |
| 2004 | West Side Story                                 | Leonard Bernstein                                | Royal Palace és Der Protagonist        | Kurt Weill                                |
| 2003 | West Side Story                                 | Leonard Bernstein                                | A ravasz rókácska                      | Leoš Janáček                              |
| 2002 | Bohémélet                                       | Giacomo Puccini                                  | Julietta                               | Bohuslav Martinů                          |
| 2001 | Bohémélet                                       | Giacomo Puccini                                  | Of Mice and Men                        | Carlisle Floyd                            |
| 2000 | Az álarcosbál                                   | Giuseppe Verdi (Dirigent: Marcello Viotti)       | Az aranykakas                          | Nyikolaj Rimszkij-Korszakov               |
| 1999 | Az álarcosbál                                   | Giuseppe Verdi (Dirigent: Marcello Viotti)       | Griechische Passion                    | Bohuslav Martinů                          |
| 1998 | Porgy és Bess                                   | George Gershwin                                  | L’Amore dei tre re                     | Italo Montemezzi                          |
| 1997 | Porgy és Bess                                   | George Gershwin                                  | Der Dämon                              | Anton Rubinstein                          |
| 1996 | Fidelio                                         | Ludwig van Beethoven                             | Le roi Arthus                          | Ernest Chausson                           |
| 1995 | Fidelio                                         | Ludwig van Beethoven                             | Legenda a láthatatlan Kityez városáról | Nyikolaj Rimszkij-Korszakov               |
| 1994 | Nabucco                                         | Giuseppe Verdi                                   | Francesca da Rimini                    | Riccardo Zandonai                         |
| 1993 | Nabucco                                         | Giuseppe Verdi                                   | Fedora                                 | Umberto Giordano                          |
| 1992 | Carmen                                          | Georges Bizet (rendező: Jérôme Savary)           | La damnation de Faust                  | Hector Berlioz                            |
| 1991 | Carmen                                          | Georges Bizet (rendező: Jérôme Savary)           | Mazeppa                                | Pjotr Csajkovszkij                        |
| 1990 | A bolygó hollandi                               | Richard Wagne                                    | La Wally                               | Alfredo Catalani                          |
| 1989 | A bolygó hollandi                               | Richard Wagne                                    | Sámson és Delila                       | Camille Saint-Saëns                       |
| 1988 | Hoffmann meséi                                  | Jacques Offenbach (rendező: Jérôme Savary)       | Sámson és Delila                       | Camille Saint-Saëns                       |
| 1987 | Hoffmann meséi                                  | Jacques Offenbach (rendező: Jérôme Savary)       | Ernani                                 | Giuseppe Verdi                            |
| 1986 | A varázsfuvola                                  | Wolfgang Amadeus Mozart (rendező: Jérôme Savary) | Boleyn Anna                            | Gaetano Donizetti                         |
| 1985 | A varázsfuvola                                  | Wolfgang Amadeus Mozart (rendező: Jérôme Savary) | A puritánok                            | Vincenzo Bellini                          |
| 1984 | A madarász                                      | Carl Zeller                                      | Tosca                                  | Giacomo Puccini                           |
| 1983 | Kiss Me, Kate                                   | Cole Porter                                      | A bűvös vadász                         | Carl Maria von Weber                      |
| 1982 | A cigánybáró                                    | Ifjabb Johann Strauss                            | Lucia di Lammermoor                    | Gaetano Donizetti                         |
| 1981 | West Side Story                                 | Leonard Bernstein                                | Otello                                 | Giuseppe Verdi                            |
| 1980 | Szöktetés a szerájból                           | Wolfgang Amadeus Mozart                          | Falstaff                               | Giuseppe Verdi                            |
| 1979 | Turandot                                        | Giacomo Puccini                                  |                                        |                                           |
| 1978 | 1001 Nacht                                      | Ernst Reiterer, Ifjabb Johann Strauss után       |                                        |                                           |
| 1977 | Oberon                                          | Carl Maria von Weber                             |                                        |                                           |
| 1977 | Csipkerózsika (balett)                          | Pjotr Csajkovszkij                               |                                        |                                           |
| 1976 | Hoffmann meséi                                  | Jacques Offenbach                                |                                        |                                           |
| 1975 | Egy éj Velencében                               | Ifjabb Johann Strauss                            |                                        |                                           |
| 1975 | Le Corsaire (balett)                            | Adolphe Adam                                     |                                        |                                           |
| 1974 | Carmen                                          | Georges Bizet                                    |                                        |                                           |
| 1973 | A bolygó hollandi                               | Richard Wagne                                    |                                        |                                           |
| 1972 | A koldusdiák                                    | Carl Millöcker                                   |                                        |                                           |
| 1972 | A Tündérkirálynő                                | Henry Purcell                                    |                                        |                                           |
| 1971 | Porgy és Bess                                   | George Gershwin                                  |                                        |                                           |
| 1970 | A denevér                                       | Ifjabb Johann Strauss                            |                                        |                                           |
| 1969 | Hochzeit am Bodensee                            | Robert Stolz                                     |                                        |                                           |
| 1969 | Othello (ballet)                                | Jan Hanuš                                        |                                        |                                           |
| 1968 | A víg özvegy                                    | Lehár Ferenc                                     |                                        |                                           |
| 1967 | Cár és ács                                      | Albert Lortzing                                  |                                        |                                           |
| 1967 | Seherezádé (mint ballet) Polowetzer Tänze       | Nyikolaj Rimszkij-Korszakov Alekszandr Borogyin  |                                        |                                           |
| 1966 | A szép Heléna                                   | Jacques Offenbach                                |                                        |                                           |
| 1966 | A hattyúk tava (balett)                         | Pjotr Csajkovszkij                               |                                        |                                           |
| 1965 | Egy éj Velencében                               | Ifjabb Johann Strauss                            |                                        |                                           |
| 1965 | Die Irrfahrten des Odysseus (balett)            | Helmut Eder                                      |                                        |                                           |
| 1964 | A mosoly országa                                | Lehár Ferenc                                     |                                        |                                           |
| 1964 | Csipkerózsika (balett)                          | Pjotr Csajkovszkij                               |                                        |                                           |
| 1963 | Banditenstreiche                                | Franz von Suppé                                  |                                        |                                           |
| 1963 | Sylvia (balett)                                 | Léo Delibes                                      |                                        |                                           |
| 1962 | Trauminsel                                      | Robert Stolz                                     |                                        |                                           |
| 1962 | A diótörő (balett)                              | Pjotr Csajkovszkij                               |                                        |                                           |
| 1961 | A cigánybáró                                    | Ifjabb Johann Strauss                            |                                        |                                           |
| 1961 | Romeo és Julia (balett)                         | Sergej Prokofjev                                 |                                        |                                           |
| 1960 | Bécsi vér                                       | Ifjabb Johann Strauss                            |                                        |                                           |
| 1960 | A hattyúk tava (balett)                         | Pjotr Csajkovszkij                               |                                        |                                           |
| 1959 | 1001 Nacht                                      | Ernst Reiterer, Ifjabb Johann Strauss után       |                                        |                                           |
| 1958 | Az eladott menyasszony                          | Bedřich Smetana                                  |                                        |                                           |
| 1957 | Cár és ács                                      | Albert Lortzing                                  |                                        |                                           |
| 1956 | A koldusdiák                                    | Carl Millöcker                                   |                                        |                                           |
| 1955 | Egy éj Velencében                               | Ifjabb Johann Strauss                            |                                        |                                           |
| 1954 | A denevér                                       | Ifjabb Johann Strauss                            |                                        |                                           |
| 1953 | Boccaccio                                       | Franz von Suppé                                  |                                        |                                           |
| 1952 | A madarász                                      | Carl Zeller                                      |                                        |                                           |
| 1951 | A cigánybáró                                    | Ifjabb Johann Strauss                            |                                        |                                           |
| 1950 | Gasparone                                       | Carl Millöcker                                   |                                        |                                           |
| 1949 | 1001 Nacht                                      | Ernst Reiterer, Ifjabb Johann Strauss után       |                                        |                                           |
| 1948 | Egy éj Velencében                               | Ifjabb Johann Strauss                            |                                        |                                           |
| 1947 | Szöktetés a szerájból                           | Wolfgang Amadeus Mozart                          |                                        |                                           |
| 1946 | Bastien és Bastienne Kis éji zene (mint balett) | Wolfgang Amadeus Mozart                          |                                        |                                           |

## Fordítás
Ez a szócikk részben vagy egészben  a   Bregenzer Festspiele című német Wikipédia-szócikk fordításán alapul.  Az eredeti cikk szerkesztőit annak laptörténete sorolja fel. Ez a jelzés csupán a megfogalmazás eredetét és a szerzői jogokat jelzi, nem szolgál a cikkben szereplő információk forrásmegjelöléseként.